# Schweighouse-sur-Moder
Schweighouse-sur-Moder település Franciaországban, Bas-Rhin megyében. Lakosainak száma 5116 fő (2022. január 1.). Schweighouse-sur-Moder Batzendorf, Dauendorf, Haguenau, Ohlungen, Uhlwiller és Wintershouse községekkel határos.

## Népesség
A település népessége az elmúlt években az alábbi módon változott:
| Lakosok száma | 4931 | 4891 | 4971 | 4939 | 4957 | 4942 | 4983 | 5050 | 5116 |
|               | 2013 | 2015 | 2016 | 2017 | 2018 | 2019 | 2020 | 2021 | 2022 |